# Aloe conifera
Aloe conifera ist eine Pflanzenart der Gattung der Aloen in der Unterfamilie der Affodillgewächse (Asphodeloideae). Das Artepitheton conifera leitet sich von den lateinischen Worten conus für ‚Zapfen‘ sowie -fer für ‚-tragend‘ ab und verweist auf das zapfenähnliche Erscheinungsbild des jungen Blütenstandes.

## Beschreibung

### Vegetative Merkmale
Aloe conifera wächst einzeln, ist stammlos oder bildet kurze Triebe von bis zu 10 Zentimetern Länge. Ihre 20 bis 24 lanzettlich lang zugespitzten Laubblätter bilden dichte Rosetten. Die bläulich grüne, rot überhauchte Blattspreite ist 16 Zentimeter lang und 4 bis 4,5 Zentimeter breit. An der gerundeten Spitze befinden sich wenige kurze Zähne. Die stechenden, rötlichen Zähne am Blattrand sind 2 bis 3 Millimeter lang und stehen 5 bis 10 Millimeter voneinander entfernt.

### Blütenstände und Blüten

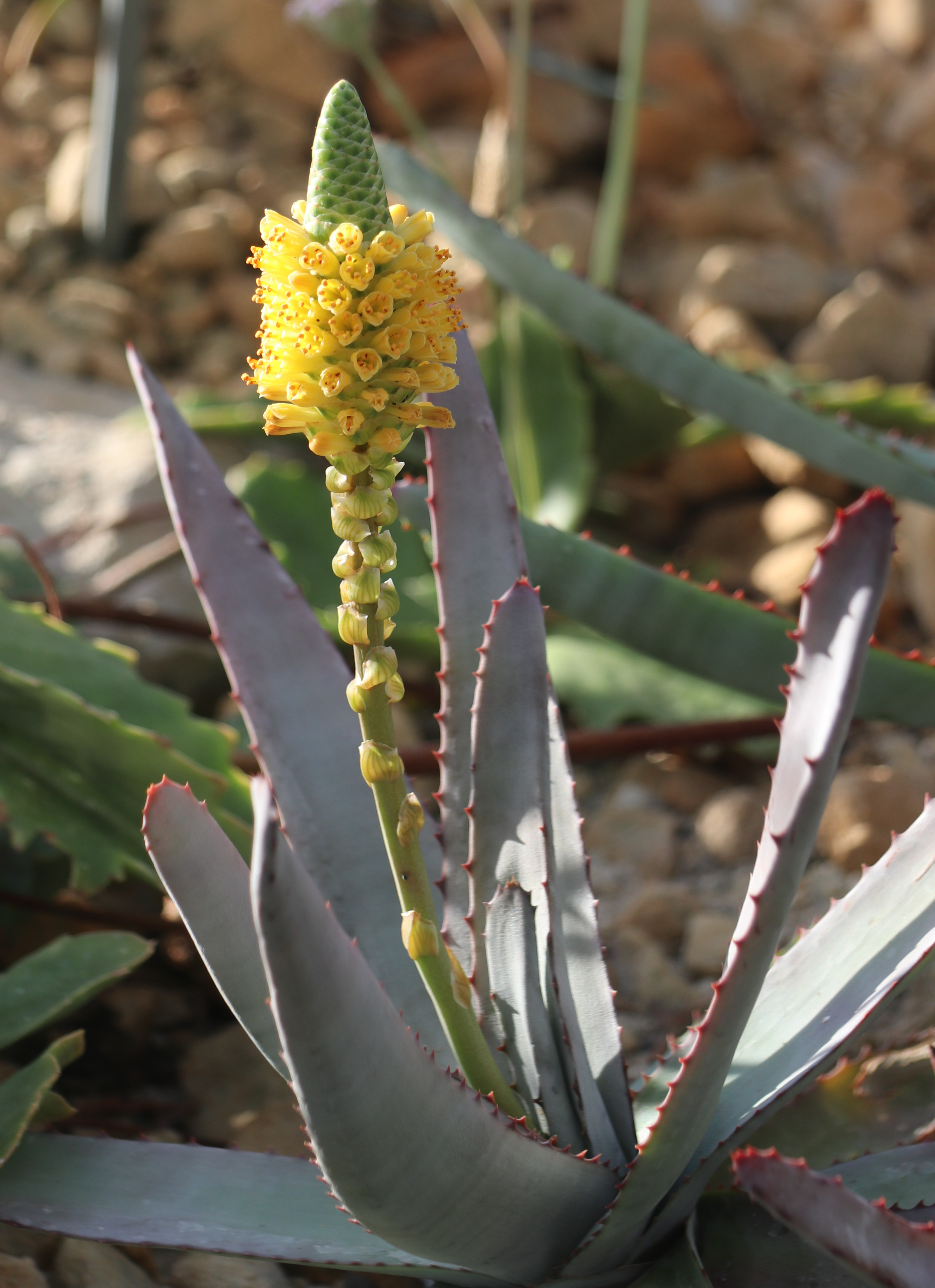
Blütenstand und Einzelblüten

Der meist einfache Blütenstand erreicht eine Länge von 50 Zentimeter. Selten werden ein bis zwei Zweige ausgebildet. Die sehr dichten, zylindrischen Trauben sind 10 bis 15 Zentimeter (selten bis zu 20 Zentimeter) lang und 3,5 Zentimeter breit. Junge Trauben sind anfangs konisch mit dicht ziegelförmig angeordneten Brakteen und ähneln einem schmalen Tannzapfen. Die verkehrt eiförmigen, fein gespitzten Brakteen weisen eine Länge von 12 Millimeter auf. Blütenstiele sind nicht vorhanden. Die zitronengelben Blüten sind in der unteren Hälfte nahe ihrer Mündung gelb. Sie sind etwas glockenförmig-keulig, 14 Millimeter lang und an ihrer Basis gerundet. Auf Höhe des Fruchtknotens weisen sie einen Durchmesser von 4 Millimeter auf. Darüber sind die Blüten erweitert. Ihre äußeren Perigonblätter sind nicht miteinander verwachsen. Die Staubblätter und der Griffel ragen 3 Millimeter aus der Blüte heraus.

## Systematik und Gefährdung
Aloe conifera ist auf Madagaskar in Humustaschen auf erodiertem Granit in Höhenlagen von 1300 bis 1500 Metern verbreitet.
Die Erstbeschreibung durch Henri Perrier de La Bâthie wurde 1926 veröffentlicht.

## Nachweise